# إيفونا بوجوج
إيفونا بوجوج (بالكرواتية: Ivona Bogoje) مواليد 31 أكتوبر 1976 في دوبروفنيك، جمهورية يوغوسلافيا الاشتراكية الاتحادية، هي لاعبة كرة سلة كرواتية. تلعب في الدوري الكرواتي لكرة السلة للسيدات كلاعب وسط. وتحمل الرقم 15.

## المسيرة الاحترافية
لعبت مع كرواتيا 2006 زغرب من سنة 1996 إلى 2000، ثم لعبت مع نادي غوسبيتش لكرة السلة للسيدات في موسم 2002–2003، ثم لعبت مع نادي شيبينيك لكرة السلة للسيدات من سنة 2004 إلى 2006، ثم لعبت مع نادي غوسبيتش لكرة السلة للسيدات في موسم 2009–2010.

## روابط خارجية
- إيفونا بوجوج على موقع كرة السلة الأوروبية.كوم (الإنجليزية)